# Daniel E. Freeman
Daniel Evan Freeman (* 27. dubna 1959, Everett, Washington) je americký muzikolog, který se specializuje na evropskou hudbu 18. století, zejména na hudební kulturu Prahy a českých zemí v době pozdního baroka a klasicismu. Působí také jako klavírista a hudební editor.

## Životopis
Narodil se v Everettu ve státě Washington, ale od dětství vyrůstal v Merrillu ve Wisconsinu.
Studoval hru na klavír na Wisconsinské univerzitě v Madisonu, kde v roce 1981 získal titul bakaláře. Dále studoval hru na klavír na University of Indiana u Jamese Tocca. Následně vystudoval muzikologii na Illinoiské univerzitě v Urbana Champaign (titul magistr v roce 1983 a Ph.D. v roce 1987), kde mezi jeho učitele patřili Bruno Nettl, John Walter Hill, Nicholas Temperley či Herbert Kellman.
Podklady pro disertační práci získal D. E. Freeman v 80. letech 20. století během svého studijního pobytu v Praze. Přípravě na badatelskou práci v Čechách předcházelo mj. i studium češtiny na katedře slovanských studií Illinoiské univerzity.
Freemanova disertační práce „The Opera Theater of Count Franz Anton von Sporck in Prague (1724–1735)“, tj. „Operní divadlo hraběte Františka Antonína Šporka v Praze (1724–1735)“, byla vydána v roce 1992 jako první anglicky psaná monografie věnovaná hudební kultuře Prahy 18. století a českých zemí.
Po této práci následovaly další dvě knihy zabývající se hudbou v Praze 18. století: Josef Mysliveček, „Il Boemo“ (2009)  a Mozart v Praze (2013).
Žádnému jinému muzikologovi se nepodařilo dokončit tři samostatné monografie na stejné téma. Jeho biografie Josefa Myslivečka je spolu s materiálem z dokumentárního filmu 2015 Zpověď zapomenutého částečně základem scénáře k filmu Il Boemo českého filmového režiséra Petra Václava v produkci Jana Macoly z Mimesis Film. Film Il Boemo měl premiéru 19. září 2022 na Mezinárodním filmovém festivalu v San Sebastiánu.
Freeman přednáší hudební historii na Illinoiské univerzitě, Univerzitě Jižní Kalifornie a Minnesotské univerzitě. Od roku 2002 se často objevuje jako spolupracovník Smithsonova institutu a na svůj výzkum získal různé granty od amerických i mezinárodních výzkumných a vzdělávacích institucí.
Kromě monografií o české hudbě publikoval Freeman eseje o italské opeře 17. a 18. století a hudbě Wolfganga Amadea Mozarta, Johanna Sebastiana Bacha, Bachových synů, Antonia Vivaldiho a Josquina des Prez. Publikoval také edice hudby Josefa Myslivečka a Giovanniho Benedetta Plattiho a přispěl do New Grove Dictionary of Opera (1992) a revidovaného New Grove Dictionary of Music and Musicians (2001).
Freemanova esej „An 18th-Century Singer’s Commission of ‘Baggage’ Arias,“ „Přínos zpěváků 18. století k hvězdným áriím'', původně publikovaná roku 1992 v časopise Early Music, byla znovu vytištěna jako klasická studie o barokní opeře v opeře Remade, 1700–1750 (Farnham: Ashgate, 2010).

## Knihy
- The Opera Theater of Count Franz Anton von Sporck in Prague (1992), ISBN 0945193173
- Josef Mysliveček, „Il Boemo“ (2009), ISBN 0899901484
- Mozart in Prague (2013), ISBN 0979422310; nová edice (2021), ISBN 1950743500

Česká vydání
- Freeman, Daniel E. Il Boemo: průvodce po životě a díle Josefa Myslivečka, zhuštěná česká verze, překlad Petra Johana Poncarová. Praha: Vyšehrad (Albatros Media), 2021. ISBN 9788076015432